# Миллер, Генри
Ге́нри Ва́лентайн Ми́ллер (англ. Henry Valentine Miller; 26 декабря 1891 года, Нью-Йорк, США — 7 июня 1980 года, Лос-Анджелес, США) — американский писатель и художник. Его жизнь легла в основу его же скандальных для того времени интеллектуально-эротических романов о мире после Первой мировой и о судьбе писателя в этом мире. Самыми известными работами Миллера являются романы «Тропик Рака», «Чёрная весна» и «Тропик Козерога», составившие автобиографическую трилогию. «Сексус» (1949), «Плексус» (1953) и «Нексус» (1960) — это вторая трилогия Генри Миллера, названная «Благостное распятие» (в некоторых изданиях «Роза распятия»).

## Биография

### Ранние годы
Писатель родился 26 декабря 1891 года в Нью-Йорке, в Йорквилльском округе Манхэттена, в семье немецких эмигрантов Генри Миллера и Луизы Нитинг. Его отец был владельцем ателье мужского платья, поэтому семья писателя жила в достатке. Младшая сестра Генри — Лоретта — страдала врождённым слабоумием, и после смерти родителей Генри-младший взял все заботы о ней на себя.

Молодой Миллер с родителями и сестрой

Детство писателя прошло в пёстром эмигрантском Бруклине.
После школы Генри пытался поступить в университет, но провалился. Он прошёл лишь неполный курс истории искусств в Нью-Йоркском городском колледже. В Нью-Йорке Генри Миллер познакомился и начал жить с женщиной на пятнадцать лет старше его. Это был первый опыт совместной жизни, который закончился побегом в Калифорнию, где будущий писатель работал на цитрусовых плантациях. В Калифорнии Миллер попал на лекцию Эммы Гольдман, которая открыла ему идеализм Петра Кропоткина, Ницше, о котором Генри написал своё первое (неопубликованное) эссе.
После лекций Генри Миллер возвращается в Нью-Йорк и начинает работать подмастерьем в мастерской отца. В то время Миллер питал смутные надежды стать пианистом, но литература и философия начинали играть всё большую роль в его жизни. Генри посещает лекции Джона Каупера Пауиса о русской литературе и открывает для себя «русскую душу».

### Первый брак
Летом 1917 года, спасаясь от военной службы, двадцатипятилетний Миллер вступает в свой первый брак — с Беатрисой Сильвас Уикенз. В 1919 году у них родилась дочь Барбара. Беатриса была профессиональной пианисткой, но её карьера не удалась: ей приходилось давать уроки музыки, этим же вскоре начал заниматься и Генри, однако необходимость содержать семью вынуждала его искать постоянную работу. Вскоре он получил место управляющего по найму в телеграфной компании Western Union (в его произведениях — «Космодемоническая компания»), где он проработал до осени 1924 года.

### Джун Эдит Смит
Между тем брак Миллера распадался. В конце лета 1924 года Генри познакомился с Джун Эдит Смит, которая позже стала его второй женой и «энергетическим соавтором» всего, что он написал. Джун совершенно изменила его жизнь. Она настояла на том, чтобы Миллер бросил работу «от звонка до звонка» и всецело посвятил себя литературе. В 1924 году Миллер покинул Western Union, чтобы полностью посвятить себя писательской деятельности.
Генри и Джун были частыми посетителями чайных, где велись дискуссии о психоанализе и сексуальной свободе. В 1926 году у Джун начался роман с Джин Кронски, известной в богемных кругах под именем Мары. Мара поселилась у Миллеров. Генри подозревал пару в лесбийских отношениях и, будучи консервативен в вопросах секса, с трудом переносил происходившее. В итоге Мара и Джун тайком уехали в Париж, а Генри, ранее бравший у Мары уроки живописи, остался один и начал писать картины. В Париже Мара и Джун не поладили между собой, и спустя несколько месяцев Джун вернулась в Нью-Йорк без Мары.
У Джун появился богатый поклонник Роланд Фридман, согласившийся финансировать книги Миллера, которые Джун выдавала за свои. Генри написал свою первую книгу «Молох», отдав соавторство Джун. На заработанные деньги супруги уехали в Квебек и Монреаль. По возвращении в Нью-Йорк в 1929 году Миллер начал писать роман «Одуревший петух» и по настоянию Джун отправился дописывать его в Париж. Мара покончила жизнь самоубийством около 1930 года.

Вторая жена Миллера — Джун Эдит Смит

### Парижский период
Первое время в Париже Миллер жил в дешёвых отелях. Однако деньги быстро тратились, писатель пытался найти источник дохода, но тщетно. Когда Миллеру стало нечем платить за отели, он был вынужден провести несколько ночей в офисе директора одного из кинотеатров в обществе торговца жемчугом Нанавати (Нонентити в «Тропике Рака»). Постепенно Генри начал обрастать знакомыми. Австрийский писатель Альфред Перле стал одним из ближайших друзей Миллера до конца жизни. Летом 1931 года Генри приютил у себя на Вилле Сера писатель Майкл Френкель. Ненадолго приезжала Джун, но в то время она тоже была без денег.
Миллер каждый день подолгу гуляет по Парижу. В дальнейшем эти прогулки превратятся в великолепные зарисовки Парижа, которыми так богат «Тропик Рака».
С отъездом Джун Миллер получил возможность погрузиться в написание новой вещи — будущего «Тропика рака», первой книги предполагавшейся трилогии, куда должны были войти «Тропик Козерога» и «Чёрная весна», первоначально имевшая название «Бог». В ходе работы над романом, Миллер использует материал из ранее неизданных работ «Одуревший петух» и «Молох». «Тропик Рака» публикуется в 1934 году.

### Анаис Нин
Через год после сорокалетнего юбилея писателя происходит событие, положившее начало разрыву между Миллером и Джун, — его знакомство с экзотической Анаис Нин, дочерью испанского композитора Хоакина Нин-и-Кастельяноса и датской певицы Розы Кульмель. Своим знакомством Миллер и Анаис обязаны их общему приятелю Ричарду Осборну, показавшему Анаис готовые части «Тропика Рака».

Анаис Нин

Джун курсировала между Нью-Йорком и Парижем и пыталась убедить Миллера вернуться в Америку. Но Генри отказывался. В это время Миллеру приходилось работать репетитором в лицее в Дижоне. Вместо платы он получал право на бесплатное проживание в пансионе. Началом романа Генри и Анаис стала их переписка в дижонский период. В ней обнаружилась их общая тяга к «духовному эксгибиционизму». Миллер жаловался Нин на вульгарность Джун, которая всегда оставалась для него девушкой «пролетарского происхождения». Анаис знакомит его с произведениями Дэвида Лоуренса (не путать с другим английским писателем Лоренсом Дарреллом, с которым Миллер также знакомится в Париже и становится его другом до конца жизни), знакомит его с психоанализом в целом и с известными психоаналитиками. Она издаёт миллеровский роман «Тропик Рака» на деньги известного австрийского психоаналитика Отто Ранка. Под её влиянием Миллер стал постоянно делать записи того, что он мог вспомнить о своем детстве. Всё это легло в основу его литературного автопортрета — «Чёрной весны». Объединял их также и общий интерес к астрологии.
К концу года Миллер окончательно прекратил отношения с Джун, что стало для неё настоящей трагедией. Состояние Анаис избавило Генри от материальных проблем, и в 1932 году он полностью посвятил себя работе над «Тропиком Рака». Роман вышел в свет в 1934 году с предисловием Анаис Нин.
Его работы содержат подробные описания сексуального опыта. Его первая опубликованная книга «Тропик рака» (1934) была опубликована издательством «Обелиск-пресс» в Париже и запрещена в Соединенных Штатах за непристойность. Книга была завернута в суперобложку с предупреждением: «Не следует ввозить в США или Великобританию».
Миллер свободно говорил по-французски во время своего десятилетнего пребывания в Париже и жил во Франции до июня 1939 года. В 1939 году Лоренс Даррелл, который жил на Керкире, пригласил Миллера в Грецию. Миллер описал визит в книге «Колосс Маруссийский» (1941), который он считал своей лучшей работой.

### Биг-Сур
В 1940 году Миллер вернулся в США. В 1944 году он поселился в живописном, тогда ещё не успевшем обрести популярность среди туристов местечке под названием Биг-Сур.
Когда я впервые узрел этот край, я сказал себе: «Здесь я обрету покой. Здесь обрету силы для того, что мне ещё предстоит сделать».

За горным хребтом, высящимся над нами, раскинулась девственная земля, куда едва ли ступала нога человека. Непроходимые леса и заповедник, намеренные вечно оставаться недоступными. Ночью кожей ощущаешь безмолвие, затопляющее все вокруг, безмолвие, которое рождается далеко за хребтом и проникает со стелющимся туманом, звездами и тёплым ветром из долины, неся в своих складках тайну, древнюю, как тайна самой земли. Завораживающая, исцеляющая атмосфера Биг-Сура. И как абсолютный диссонанс — нашествие городского люда с его заботами и тревогами. Подобно прокажённым в древние времена, они приходят со своими язвами. Каждый, кто поселяется здесь, думает, что он станет последним захватчиком. Самый вид этой земли заставляет человека долгое время не посягать на неё — духовный заповедник для немногих светлых личностей.
Здесь Миллер написал много картин, а также автобиографический роман «Биг-Сур и апельсины Иеронима Босха» (1957), где подробно рассказал о своём пребывании в Биг-Суре и встречах с творческими людьми, населявшими или посещавшими это место. Сейчас в Биг-Суре расположен дом-музей писателя.
В 1942 году, незадолго до переезда в Калифорнию, Миллер начал писать первый роман в трилогии «Благостное распятие» «Сексус». Это был выдуманный рассказ, документирующий шестилетний период его жизни в Бруклине, когда влюблённый в Джун, он изо всех сил пытался стать писателем. Трилогия была завершена в 1959 году. Как и некоторые другие его работы, она была первоначально запрещена в Соединенных Штатах, а опубликована только во Франции и Японии. В других работах, написанных во время его пребывания в Калифорнии, Миллер широко критиковал потребительство США, что отражено в «Воскресенье после войны» (Sunday after the War; 1944) и в «Аэрокондиционированном кошмаре» (The Air-Conditioned Nightmare; 1945). Его «Биг-Сур и апельсины Иеронима Босха» (Big Sur and the Oranges of Hieronymus Bosch, 1957) представляет собой сборник рассказов о его жизни и друзьях в Биг-Суре.
В 1944 году Миллер познакомился со своей третьей женой, Яниной Мартой Лепской, студенткой философии, которая была на тридцать лет младше него. У них было двое детей: сын Тони и дочь Валентина. Они развелись в 1952 году. В следующем году он женился на художнице Еве МакКлюр, которая была на тридцать семь лет младше него. Они развелись в 1960 году, и она умерла в 1966 году, вероятно, в результате алкоголизма. В 1961 году Миллер воссоединился в Нью-Йорке со своей бывшей женой и главной темой трилогии «Благостное распятие» Джун. Они не виделись почти три десятилетия. В письме к Еве он описал свой шок от «ужасной» внешности Джун, поскольку она к тому времени изменилась в худшую сторону как физически, так и психически.
В 1959 году Миллер написал произведение под названием «Улыбка у подножия лестницы» — короткую историю, которую он назвал своей «самой необычной историей».
В феврале 1963 года Миллер переехал в Пасифик Палисейдс в Лос-Анджелесе, где он провёл последние семнадцать лет жизни. В 1967 году он женился на певице японского происхождения Хоки Токуда, ставшей его пятой женой. В 1968 году Миллер подписал «Военный налоговый протест писателей и редакторов», пообещав отказаться от уплаты налогов в знак протеста против войны во Вьетнаме. После переезда в Окампо-Драйв он устраивал званые обеды для артистов и литераторов. Его поваром и смотрителем была модель молодого художника по имени Твинка Тибо, которая позже написала книгу о своих вечерних беседах с писателем. Её воспоминания были опубликованы (переизданы в 2011 году).
Миллер и Токуда развелись в 1977 году. В конце 1970-х Миллер снялся с Уорреном Битти в фильме «Красные». Фильм был выпущен в 1981 году, через восемнадцать месяцев после смерти Миллера. В течение последних четырёх лет своей жизни Миллер вёл обширную переписку (объём её составил более полутора тысяч писем) с Брендой Венерой, молодой моделью и обозревателем журнала Playboy, актрисой и танцовщицей. Книга об их переписке была опубликована в 1986 году.
Миллер умер от осложнений болезни органов кровообращения в своем доме в Пасифик Палисейдс 7 июня 1980 года, в возрасте 88 лет. Его тело кремировали, а прах был разделён между его сыном Тони и дочерью Валентиной. Тони заявил о своём посмертном желании: после кремации его прах должен быть смешан с пеплом отца и развеян по Биг-Суру.

## Творчество
- Moloch or, This Gentile World, написан в 1927, не публиковался до 1992 (by the Estate of Henry Miller). ISBN 0-8021-3372-X.
- Crazy Cock, написан 1928—1930, не публиковался до 1960. ISBN 0-8021-1412-1.
- Тропик Рака (Tropic of Cancer), Париж: Obelisk Press, 1934.
- What Are You Going to Do about Alf?, Париж: Издан на средства автора, 1935.
- Aller Retour New York, Париж: Obelisk Press, 1935.
- Чёрная весна (Black Spring), Париж: Obelisk Press, 1936. ISBN 0-8021-3182-4
- Max and the White Phagocytes, Париж: Obelisk Press, 1938.
- Тропик Козерога (Tropic of Capricorn), Париж: Obelisk Press, 1939. ISBN 0-8021-5182-5.
- Henry Miller’s Hamlet Letters, Vol. I, with Michael Fraenkel, Santurce, Puerto Rico: Carrefour, 1939. ISBN 0-8095-4058-4.
  - Vol. II, with Michael Fraenkel, New York: Carrefour, 1941.
  - Vol. I complete New York: Carrefour, 1943.
- The Cosmological Eye, Нью-Йорк: New Directions, 1939. ISBN 0-8112-0110-4.
- The World of Sex, Чикаго: Ben Abramson, Argus Book Shop, 1940.
  - Oneworld Classics 2007 ISBN 978-1-84749-035-3.
- Под крышами Парижа (Under the Roofs of Paris) (изначально опубликован как Opus Pistorum), Нью-Йорк: Grove Press, 1941.
- Колосс Маруссийский (The Colossus of Maroussi), Сан-Франциско: Colt Press, 1941. ISBN 0-8112-0109-0.
- Мудрость сердца (The Wisdom of the Heart), Нью-Йорк: New Directions, 1941. ISBN 0-8112-0116-3.
- Sunday after the War, Нью-Йорк: New Directions, 1944.
- Semblance of a Devoted Past, Berkeley, Calif.: Bern Porter, 1944.
- The Plight of the Creative Artist in the United States of America, Houlton, Me.: Bern Porter, 1944.
- Echolalia, Berkeley, Calif.: Bern Porter, 1945.
- Henry Miller Miscellanea, San Mateo, Calif.: Bern Porter, 1945.
- Why Abstract?, with Hilaire Hiller and William Saroyan, New York: New Directions, 1945. ISBN 0-8383-1837-1
- Аэрокондиционированный кошмар (The Air-Conditioned Nightmare), New York: New Directions, 1945. ISBN 0-8112-0106-6.
- Maurizius Forever, San Francisco: Colt Press, 1946.
- Вспоминать, чтобы помнить (Remember to Remember), Нью-Йорк: New Directions, 1947. ISBN 0-8112-0321-2.
- Into the Night Life, неофициальная публикация, 1947
- Улыбка у подножия лестницы (The Smile at the Foot of the Ladder), Нью-Йорк: Duell, Sloan and Pearce, 1948.
- Сексус (Sexus) (Book One of The Rosy Crucifixion), Париж: Obelisk Press, 1949. ISBN 0-87529-173-2.
- The Waters Reglitterized, San Jose, Calif.: John Kidis, 1950. ISBN 0-912264-71-3.
- Книги в моей жизни (The Books in My Life), Нью-Йорк: New Directions, 1952. ISBN 0-8112-0108-2.
- Плексус (Plexus) (Book Two of The Rosy Crucifixion), Париж: Olympia Press, 1953. ISBN 0-8021-5179-5.
- Тихие дни в Клиши (Quiet Days in Clichy), Париж: Olympia Press, 1956. ISBN 0-8021-3016-X 
 Лондон: Oneworld Classics, 2007. ISBN 978-1-84749-036-0.
- Recalls and Reflects, Нью-Йорк: Riverside LP RLP 7002/3, 1956.
- Время убийц (The Time of the Assassins: A Study of Rimbaud), Нью-Йорк: New Directions, 1956. ISBN 0-8112-0115-5.
- Биг-Сур и апельсины Иеронима Босха (Big Sur and the Oranges of Hieronymus Bosch), Нью-Йорк: New Directions, 1957. ISBN 0-8112-0107-4.
- The Red Notebook, Highlands, N.C.: Jonathan Williams, 1958.
- Reunion in Barcelona, Northwood, England: Scorpion Press, 1959.
- Нексус (Nexus) (Book Three of The Rosy Crucifixion), Париж: Obelisk Press, 1960. ISBN 0-8021-5178-7.
- To Paint Is to Love Again, Alhambra, Calif.: Cambria Books, 1960.
- Watercolors, Drawings, and His Essay "The Angel Is My Watermark, " Abrams, 1962.
- Stand Still Like the Hummingbird, Нью-Йорк: New Directions, 1962. ISBN 0-8112-0322-0.
- Just Wild about Harry, Нью-Йорк: New Directions, 1963. ISBN 0-8112-0724-2.
- Greece (with drawings by Anne Poor), Нью-Йорк: Viking Press, 1964.
- Insomnia or The Devil at Large, Нью-Йорк: Doubleday and Company, 1974. ISBN 0-385-9037-4 (ошибоч.)
- Opus Pistorum, Нью-Йорк: Grove Press, 1983. ISBN 0-394-53374-7.
- Dear, Dear Brenda: The Love Letters of Henry Miller to Brenda Venus, 1997. ISBN 0-688-02816-0